# Pachnobia kurentzovi
Pachnobia kurentzovi là một loài bướm đêm trong họ Noctuidae.